# パナマメトロ
パナマメトロ（Metro de Panamá /Panama Metro：パナマ首都圏交通）はパナマ共和国の首都パナマシティとその周辺を結ぶ都市鉄道である。2014年4月5日に1号線が開業、2019年に2号線が開業した。現在3号線が建設中、8号線まで計画されている。
パナマメトロは政府によって策定された国家5か年投資計画の一部である。

## 計画
パナマ共和国の首都パナマ市とその周辺の首都圏には全人口の3割が集中しており、慢性的な道路渋滞が問題となっていた。これに対してパナマ政府は2009年にメトロ庁を新設し、首都圏における都市交通システムの整備に乗り出した。ブラジル、台湾、スペインなどから協力を受けている。その後第1期計画として4路線からなる計画を制定。2010年12月に最終決定を行い、まず1号線の建設を開始した。1号線の建設に当たってはスペインのバルセロナメトロから技術協力を受けている。そのため、使用車両もほぼ同じものが採用されている。
その後計画は拡張され、鉄道4路線、モノレール1路線、トラム3路線の全8路線が計画されている。3号線が建設中。

## 路線
2019年現在1号線と2号線が開通。

### 1号線（Line 1）
全線複線電化。パナマ市アルブロオク駅（地平・掘割駅）から地下に潜り、いったん南下した後中心街を南北に縦断、さらに北に向かいエル・インヘニオ駅までは地下区間。パナマ国道3号線の中央部から地上に出て高架区間に入り、3号線と平行しながら高架で北上し終点サン・イシドロ駅まで高架線を走行する。総延長は15.8km、駅数は14駅。起点のアルブロオク駅ではバスターミナルと連絡しており、既存バス路線網との接続が図られている。またアルブロオク国際空港も近い。
1号線はさらに北のヴィージャ・サイタ地区に1駅区間延伸する計画があり、そのため現在の終点であるサン・イシドロ駅からさらに先に線路が伸びている。
開通初年の2014年度だけで200万人の利用者数を記録した。これは想定していた人数よりも25％多かった。この需要に対応するため車両の新造･増結を計画中である。車両基地はアルブロオク駅の北側地平部分に存在する。
建設はスペインの建設大手、FCC社が担当した。建設費は14.52億米ドル。

#### 年表
- 2010年12月 - 建設開始
- 2014年
  - 4月5日 - アルブロオク駅 - ロス・アンデス駅間開業
  - 8月27日 - ロテリア駅開業
- 2015年
  - 5月8日 - エル・インヘニオ駅開業（当初予定は2014年8月だった）
  - 8月15日 - ロス・アンデス駅 - サン・イシドロ駅間延伸開業

#### 運行
年中無休で月-土曜は5時から22時、日曜日は7時から22時まで運行されている。
ピーク時には3分おき、閑散時でも4分半おきの高頻度運転を行っている。すべて各駅停車で優等列車はない。

#### 車両
アルストム社製『アルストム・メトロポリス』シリーズの9000型電車（バルセロナメトロ9000型とほぼ同じ）の3両編成が20編成、1編成あたりの定員は600人。集電は直上架線方式。軌間は標準軌（1435mm）で最高速度80km。3両編成で全長52m、幅2.71m、高さ3.85m。
現在の車両は3両編成のみだが、各駅の有効長は5両まで対応している。2017年からは5両編成の新増備編成および3両編成から5両編成に増結するための追加生産車が配備される予定。5両編成になった場合の編成定員は1000人。

### 2号線（Line 2）
2014年5月、3つのコンソーシアムから複数のメトロ2号線建設案が提出された。比較検討の結果、バルセロナメトロなどの案が採用され、2015年9月から建設が開始された。総建設費は22億ドルとされる。第1期工事区間では1号線のサン・ミゲリート駅からトクメン国際空港付近を経由しヌエボ･トクメン地区までの約21kmに16駅が設置されている。
工事は1号線と同様にFCCとブラジルによって行われる。2期工事でサン・ミゲリートから逆側に延伸、1号線の西側を平行するように南下して途中交差したのちプンタ・パシフィカ地区に至る。さらにヌエボ・トクメンから東に延伸する第3期工事をもって完了する予定。
2015年9月に建設が開始。1期区間の開業予定は当初2019年4月であったが、パナマ市で2019年世界カトリックユースサミット（日本ではワールドユースデーとして知られる）が開催されたため、2019年1月に部分開業して人員輸送を行った。そして、4月に予定通り正式開業した。
第1期開業区間は全線複線高架で、ヌエボ・トクメン駅から南東に引き込み線が伸び、その先の地平に車庫が設けられる。この車庫は留置機能と軽メンテナンス用の検修施設が設けられるが重整備用の施設はない。そのため、重整備の時にはサン・ミゲリート駅に併設された1号線との連絡線を使って1号線のアルブロオク車両基地まで回送される。

## 建設中の路線

### 3号線（Line 3）
計画中の路線の中では唯一パナマ運河の東西を連絡する路線。パナマ運河を横断しなければならずさらにその先の地域の高低差も厳しいため、通常の鉄道ではなく勾配に強いモノレール方式を採用した。全線複線。
メトロ1号線の起点駅アルブロオク駅を起点として運河を渡って西方に進み、アライハン地区を経由してシウダッド・デル・フトゥーロ駅までの総延長26.7km・駅数14駅（うち3駅は将来計画）が第1期計画となる。フトゥーロ駅に隣接して車両基地が整備される。また、第2期としてさらに西のラ・チョレラ地区に延伸する計画があるがこちらの詳細は未定である。
運河を横断する位置にはモノレール軌道2線と、自動車道路上下各3車線からなる併用橋が架橋される計画である。この橋はパナマ運河にかかる4本目の橋になる見込みで、この架橋によって特にパナマ市に最も近いアメリカ橋の慢性的な道路渋滞の緩和・解消が目指されている。ただしモノレール軌道は2019年にトンネルによる渡河に計画変更された。
なお、この3号線の建設および第4パナマ運河橋建設事業は、パナマ政府からの打診により日本政府の資金融資（いわゆる円借款）と日本企業連合の技術（日本跨座式）による。日本式モノレールは中国などへの輸出実績はあるが、アメリカ大陸への建設はこれが初となる。2013年から国際協力機構による関連調査が開始され、その後2016年1月14日に政府間で基本合意覚書が交わされ、同年4月にはバレラ大統領が来日し、安倍首相との間で正式な合意に調印した。総事業費は約20億ドルを見込む。なお大統領はその後多摩都市モノレールの視察も行っている。
2016年度内に建設が開始、2021年12月の開通を目指している。

#### 車両
日本のモノレール技術を導入し、各規格には日本跨座式大型モノレール規格が採用される。これは大阪モノレールや多摩都市モノレールと同一の規格であり、既に中国の重慶モノレールなどに輸出実績がある。直流1500V・6両固定編成・ATO装備。車両は日立製作所製を予定しており168両、28編成としている。

## 計画中の路線
- 4号線
- 5号線

4号線と5号線は1,2号線と同様の通常鉄道方式で計画されている。
- 6号線（アルブロオク - シウダード・デ・ラ・サルード）
- 7号線（パナマ世界遺産地区を通り抜けるルート）
- 8号線

6号線から8号線までの3路線はトラム（路面電車）方式で計画されている。

## 関連リンク
- パナマモノレール（メトロ3号線整備事業）
- パナマメトロ - YouTubeチャンネル、計画路線のプレビュー映像/イメージ映像なども投稿されている。